# آگالاواته
آگالاواته (به لاتین: Agalawatte) یک منطقهٔ مسکونی در سری‌لانکا است که در ناحیه کالوتارا واقع شده‌است.